# Smoke Break
«Smoke Break» — перший сингл п'ятого студійного альбому американської кантрі-співачки Керрі Андервуд — «Storyteller». В Австралії та Британії пісня вийшла 21 серпня 2015, в США — 24 серпня 2015. Пісня написана Керрі Андервуд, Крісом ДеСтефано та Гілларі Ліндсі; зпродюсована Джей Джойсом. Прем'єра музичного відео відбулася 24 серпня 2015 під час шоу Entertainment Tonight та 25 серпня на відеохостингу YouTube.

## Список композицій
Цифрове завантаження
1. "Smoke Break" – 3:18

## Музичне відео
Відеокліп зрежисовано Ранді Сент. Ніколасом, з яким Андервуд раніше працювала над музичним відео для пісні «Blown Away». Зйомки проходили протягом двох днів. Прем'єра музичного відео відбулася 24 серпня 2015 під час шоу Entertainment Tonight. На YouTube відео було викладено 25 серпня 2015. Станом на травень 2018 музичне відео мало 17 мільйонів переглядів на відеохостингу YouTube.

## Чарти
Тижневі чарти
| Чарт (2015-16)                   | Місце |
| -------------------------------- | ----- |
| Canadian Hot 100                 | 53    |
| Canada Country (Billboard)       | 1     |
| U.S. Billboard Hot 100           | 43    |
| U.S. Billboard Hot Country Songs | 4     |
| U.S. Billboard Country Airplay   | 2     |

Річні чарти
| Чарт (2015)                      | Місце |
| -------------------------------- | ----- |
| U.S. Billboard Hot Country Songs | 53    |
| U.S. Billboard Country Airplay   | 52    |

## Продажі
29 квітня 2016 сингл отримав золоту сертифікацію від RIAA в США. Станом на травень 2016 по США було продано 447,000 копій синглу.

### Сертифікації
| Країна     | Сертифікація (таблиця продажів та сертифікатів) |
| ---------- | ----------------------------------------------- |
| США (RIAA) | Золото                                          |

## Нагороди та номінації

### CMT Music Awards
| Рік  | Номіновано    | Нагорода                 | Результат |
| ---- | ------------- | ------------------------ | --------- |
| 2016 | "Smoke Break" | Video of the Year        | Номінація |
| 2016 | "Smoke Break" | Female Video of the Year | Перемога  |

### British Country Music Awards
| Рік  | Номіновано    | Нагорода                       | Результат |
| ---- | ------------- | ------------------------------ | --------- |
| 2016 | "Smoke Break" | International Song of the Year | Номінація |

## Історія релізів
| Країна/Регіон | Дата           | Формат(и)            | Лейбл                | Виноски              |
| ------------- | -------------- | -------------------- | -------------------- | -------------------- |
| Австралія     | 21 серпня 2015 | Цифрове завантаження | Sony Music Nashville | [ 8 ]                |
| Британія      | 21 серпня 2015 | Цифрове завантаження | Sony Music Nashville | [ 9 ]                |
| США           | 21 серпня 2015 | Цифрове завантаження | Arista Nashville     | [ 10 ]               |
| США           | 24 серпня 2015 | Кантрі радіо         | Arista Nashville     | [ 11 ] [ 12 ] [ 13 ] |